# Manegetorget

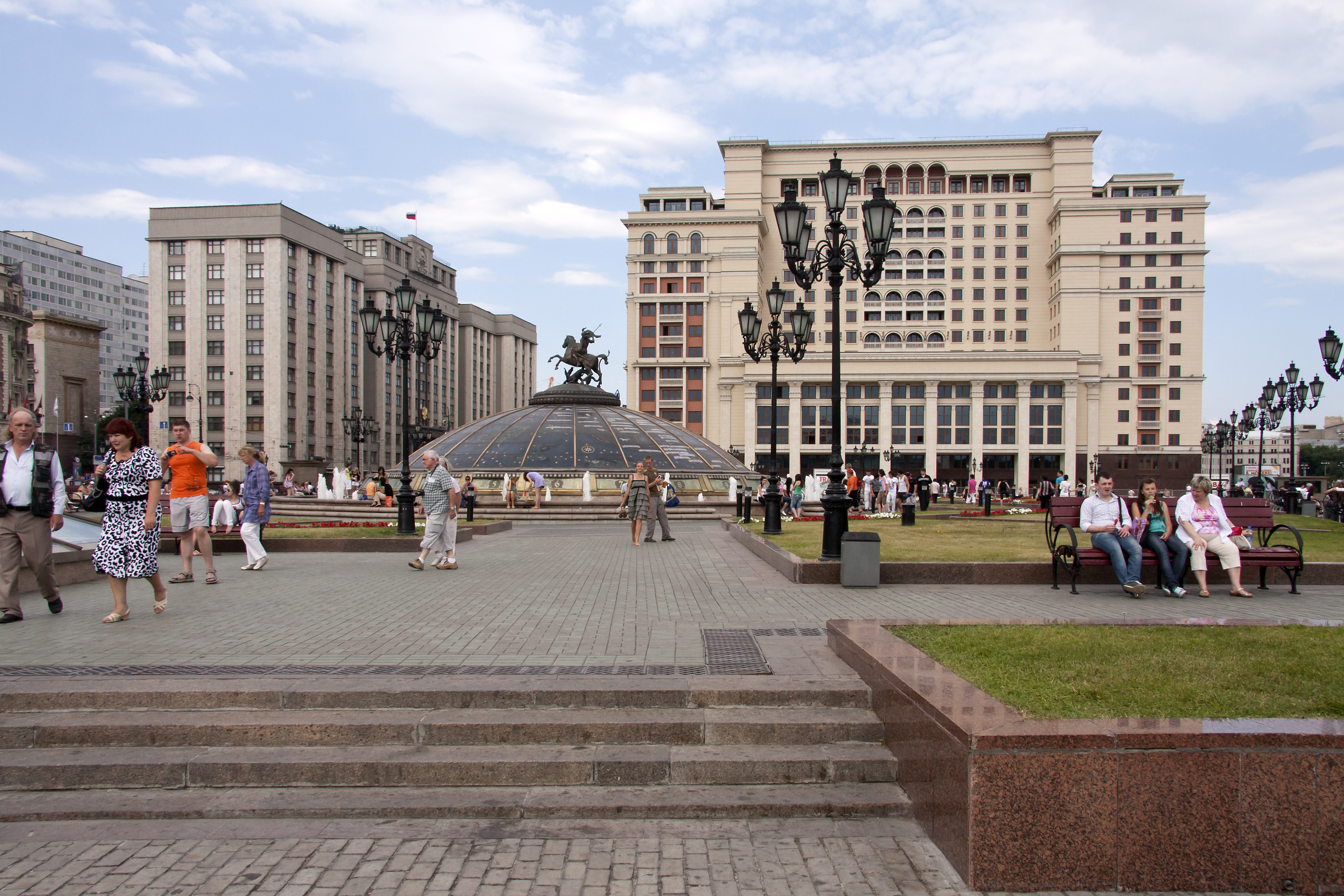
Manegetorget med Hotell Moskva i bakgrunden.

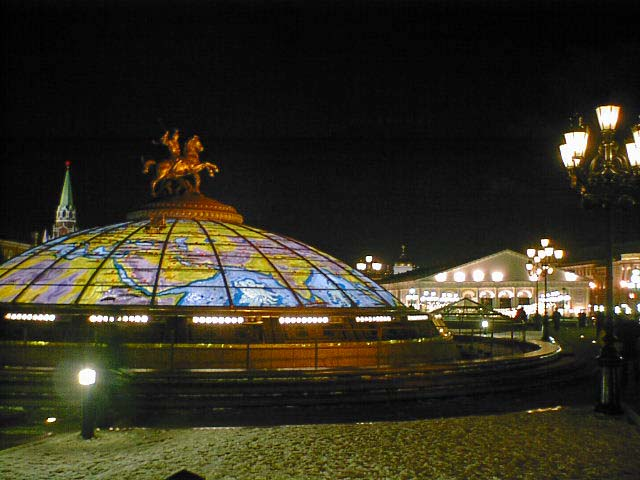
Glaskupolen krönt av Moskvas skyddshelgon Sankt Göran. Manegen syns i bakgrunden.

Manegetorget (ryska: Манежная площадь, Manezjnaja plosjtjad), eller Manezjnaja, är en stor öppen plats i centrum av Moskva i Ryssland. Torget ligger alldeles norr om Kreml och förbinds åt sydöst med Röda torget genom Uppståndelseporten intill Statliga historiska museet. Ett kvarter åt nordöst ligger Teatertorget.
Manegetorget kantas av Hotell Moskva i nordöst, Statliga historiska museet i sydöst, Manegen i sydväst och av Moskvauniversitetets tidigare huvudbyggnad i norr. I det nordöstra hörnet finns Statsduman och här börjar också en av Moskvas största gator, Tverskaja. Tunnelbanestationen Ochotnij Rjad finns vid torget, och stationerna Plosjtjad Revoljutsii och Teatralnaja finns alldeles i närheten.
Torget renoverades under 1990-talet, och i mitten finns nu ett stort underjordiskt köpcentrum med fyra våningar, och ett parkeringsplan som har en stor roterande glaskupol vilken är en världsklocka för norra halvklotet med större städer markerade.